# ROU 53 Isla Farallón
La ROU 53 Isla Farallón es una embarcación de búsqueda y rescate de origen alemán, que desde el 17 de noviembre de 2023 pasará a formar parte de la División Servicios de las Fuerzas de Mar del Comando de la Flota de la Armada Nacional de la República Oriental del Uruguay. Fue construida en el año 1988, por el astillero Lürssen, y prestó anteriormente servicios como parte del Servicio Marítimo de Búsqueda y Rescate Alemán, en donde el buque llevó el nombre Alfried Krupp.Bajo bandera de Uruguay, el buque lleva su nombre por la Isla Farallón de Uruguay, un islote que se encuentra en el Río de la Plata y que pertenece al Departamento de Colonia.

## Servicio en Uruguay
En la mañana del día 9 de noviembre de 2023, Alfried Krupp arribó al Puerto de La Paloma en el Departamento de Rocha, Uruguay, luego de una navegación de traslado de más de 7500 millas náuticas en 60 días de navegación.
Al ingresar a las aguas jurisdiccionales de Uruguay, fue recibida y escoltada por el ROU 52 Isla de Lobos de la Armada Nacional, una embarcación gemela.